# Liste der Monuments historiques in Handschuheim
Die Liste der Monuments historiques in Handschuheim führt die Monuments historiques in der französischen Gemeinde Handschuheim auf.

## Liste der Objekte
| Bezeichnung        | Beschreibung                     | Standort                              | Kennzeichnung | Schutzstatus | Datum | Bild |
| ------------------ | -------------------------------- | ------------------------------------- | ------------- | ------------ | ----- | ---- |
| Relief Ölbergszene | Lindenholz, farbig gefasst, 1531 | in der protestantischen Kirche (Lage) | PM67000120    | Classé       | 1978  |      |